# Les Tribulations héroïques de Balthasar Kober
Les Tribulations héroïques de Balthasar Kober est un roman picaresque de Frédérick Tristan publié en 1980.

## Résumé
Ce roman relate les aventures d’un jeune Allemand vers 1600. Orphelin, bègue, il traverse l’Allemagne en butte aux problèmes religieux. Aidé par une confrérie d’alchimistes et de kabbalistes, il finit par retrouver à Venise une jeune comédienne qu’il a rencontrée par hasard et dont il est tombé amoureux car, à ses yeux, elle représente la Grâce.

## Récompenses
Il a reçu le Grand Prix du roman 1981 de la Société des gens de lettres.

## Adaptation au cinéma
Cette histoire fondée sur les rapports entre le visible et l’invisible a été portée au cinéma (Jeck Film 1988) par le metteur en scène polonais Wojciech Has, le réalisateur du Manuscrit trouvé à Saragosse de Jan Potocki.